# Borat Sagdijev
Borat Sagdijev ("rođen" 30. srpnja, 1979.) je fiktivni satirični lik kojeg je osmislio te ga i glumi britanski komičar i glumac Sacha Baron Cohen.

## Nastanak lika i prvi nastupi
Lik Borata Cohen je osmislio kao novinara iz Kazahstana, koji se susreće sa zapadnom civilizacijom i pri tome stalno radi usporedbe između svoje navodne domovine i zapadnih država (tipično Velike Britanije i SAD-a). Lik se prvo pojavljivao u televizijskoj seriji Da Ali G Show.
Humoristični efekt Borat postiže potpunim nerazumijevanjem nekih osnovnih civilizacijskih dosega (od odijevanja, preko ponašanja u društvu i sl.) potencirajući pri tome razlike u odnosu na Kazahstan kojeg prikazuje kao potpuno zaostalu i neciviliziranu državu u kojoj se primjerice žene tretiraju kao niža bića, Židovi se smatraju opasnom prijetnjom i sl.

## Kontroverze
Nastupi i film s Boratom su redovito izazivali burnu reakciju. Među brojnima koji su oštro napadali taj tip humora i ono što Cohen u filmu ismijava, ističe se kazahstansko ministarstvo vanjskih poslova.

## TV emisije i filmovi
- Ali G Indahouse (cjelovečernji film, 2002.)
- Borat: učenje o amerika kultura za boljitak veličanstveno država Kazahstan (cjelovečernji film, 2006.)